# Serra Alta
Serra Alta is een gemeente in de Braziliaanse deelstaat Santa Catarina. De gemeente telt 3.277 inwoners (schatting 2009).

## Aangrenzende gemeenten
De gemeente grenst aan Bom Jesus do Oeste, Modelo, Saltinho en Sul Brasil.